# (16110) Paganetti
(16110) Paganetti est un astéroïde de la ceinture principale.

## Description
(16110) Paganetti est un astéroïde de la ceinture principale. Il fut découvert le 28 novembre 1999 à Gnosca par Stefano Sposetti. Il présente une orbite caractérisée par un demi-grand axe de 2,31 UA, une excentricité de 0,16 et une inclinaison de 4,7° par rapport à l'écliptique.

## Compléments